# Rhabdolichops jegui
Rhabdolichops jegui är en fiskart som beskrevs av Keith och Alphonse F. Meunier 2000. Rhabdolichops jegui ingår i släktet Rhabdolichops och familjen Sternopygidae. Inga underarter finns listade i Catalogue of Life.